# Mineiros Esporte Clube
Maillots
Dernière mise à jour : 13 février 2012.
Le Mineiros Esporte Club est une équipe brésilienne de football, basée à Mineiros, État de Goiás. 
Ses couleurs officielles sont le bleu et le blanc. Elle joue au stade Odilon Flores, qui a une capacité de 7 000 personnes. 

## Historique
Depuis le début des années 1990, l'équipe fait partie de l'élite du football de Goiás.